# Раян-Парк (Вайомінг)
Раян-Парк (англ. Ryan Park) — переписна місцевість (CDP) в США, в окрузі Карбон штату Вайомінг. Населення — 33 особи (2020).

## Географія
Раян-Парк розташований за координатами 41°18′47″ пн. ш. 106°29′23″ зх. д. / 41.31306° пн. ш. 106.48972° зх. д. (41.313157, -106.489616).  За даними Бюро перепису населення США в 2010 році переписна місцевість мала площу 5,40 км², уся площа — суходіл.

## Демографія
Згідно з переписом 2010 року, у переписній місцевості мешкало 38 осіб у 17 домогосподарствах у складі 15 родин. Густота населення становила 7 осіб/км².  Було 92 помешкання (17/км²).
Расовий склад населення:
| - 97,4 % — білих |

До двох чи більше рас належало 2,6 %. Частка іспаномовних становила 0,0 % від усіх жителів.
За віковим діапазоном населення розподілялося таким чином: 7,9 % — особи молодші 18 років, 76,3 % — особи у віці 18—64 років, 15,8 % — особи у віці 65 років та старші. Медіана віку мешканця становила 52,5 року. На 100 осіб жіночої статі у переписній місцевості припадало 100,0 чоловіків;  на 100 жінок у віці від 18 років та старших — 118,8 чоловіків також старших 18 років.
Цивільне працевлаштоване населення становило 0 осіб. 